# یواس‌اس بوتیمار (ای‌ام-۳۶)
یواس‌اس بوتیمار (ای‌ام-۳۶) (به انگلیسی: USS Bittern (AM-36)) یک کشتی بود که طول آن ۱۸۷ فوت ۱۰ اینچ (۵۷٫۲۵ متر) بود. این کشتی در سال ۱۹۱۸ ساخته شد.